# الزراعة الضوئية

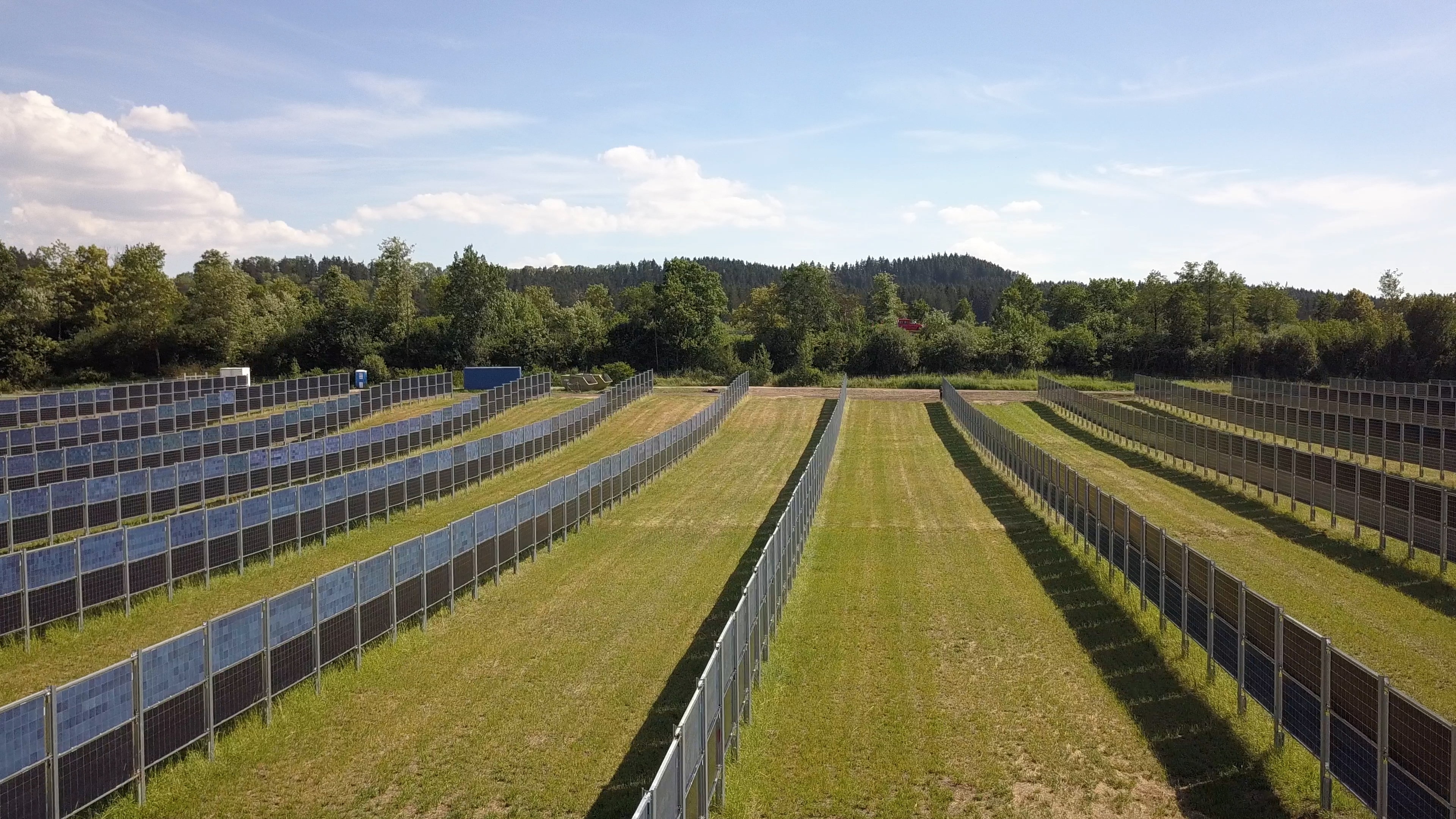
ألواح شمسية العمودية مقامة مقامة باتجاه الشرق إلى الغرب مع وحدات ثنائية الوجه بالقرب من مدينة دوناوشينغن في ألمانيا

الزراعة الضوئية هو مصطلح يُشير إلى الاستخدام المزدوج للأراضي للزراعة ولإنتاج الطاقة الشمسية في نفس الوقت.  ابتكر هذه التقنية كل من أدولف جوتزبرغر وأرمين زاسترو لأول مرة عام ١٩٨١.
يمكن دمج أنظمة الطاقة الشمسية في العديد من الأنشطة الزراعية، مثل زراعة المحاصيل، وتربية الماشية، والصوبات الزراعية، والنباتات البرية لتوفير الدعم للملقحات من خلال وضع ألواح شمسية بين المحاصيل، أو وضعها مرتفعة فوق المحاصيل، أو على الصوبات الزراعية. تساعد الألواح الشمسية النباتات على الاحتفاظ بالرطوبة وخفض درجات الحرارة، ويمكنها أيضًا أن توفر مأوى لحيوانات الماشية. كما يمكن أن يوفر الاستخدام المزدوج للأراضي مصدر دخل متنوع للمزارعين. تحجب الألواح الشمسية الضوء، مما يعني أن تصميم أنظمة الاستخدام المزدوج قد يتطلب موازنة بين تحسين إنتاجية المحاصيل وجودتها وبين إنتاج الطاقة. يُمكن أن تستفيد بعض المحاصيل والثروة الحيوانية من زيادة الظل، مما يقلل أو حتى يلغي هذه الموازنة.